# Ivano Bonetti
Ivano Bonetti (Brescia, 1º agosto 1964) è un dirigente sportivo, allenatore di calcio e calciatore italiano, di ruolo centrocampista, coordinatore sportivo del Misano.
Suo padre Aldo ha giocato nel Brescia prima della seconda guerra mondiale, il fratello Mario e l'altro fratello Dario sono stati calciatori. Nel 1995 è stato il primo di una serie di giocatori italiani a militare, nella seconda metà degli anni 1990, nel campionato inglese.

## Carriera

### Giocatore

Da sinistra: Lorenzo Marronaro, Bonetti e Massimo Bonini esultanti al Bologna nella stagione 1988-1989.

Esordisce nella squadra della sua città, il Brescia, per passare in seguito a Genoa e Juventus, dove nella stagione 1985-1986 vince scudetto e Coppa Intercontinentale.
Dopo le esperienze con Bologna e Sampdoria, con cui vince il suo secondo scudetto, e un breve ritorno al Brescia, nel 1995 firma per il Grimsby Town, diventando primo straniero in squadra: annunciato che occorrevano 100.000 sterline per affittare Bonetti dalla compagnia di gestione statunitense che deteneva i diritti sui suoi "servizi e immagine", la cifra fu raccolta per metà dai fan, per metà da Bonetti; al Grimsby, secondo le regole FIFA, non era permesso trattare con la società e probabilmente non avrebbe potuto permettersi comunque i soldi.. In un'intervista Ivano Bonetti ha raccontato che i suoi tifosi di Grimsby Town, un villaggio di pescatori, aprirono in tutta la contea un fondo “Bonetti”, dove ognuno poteva versare il proprio contributo nel timore che la mancanza dell'ingaggio potesse privarli del loro beniamino.
Segnò il gol vincente contro il West Bromwich, allenato dall'ex manager del Grimsby, Alan Buckley. I rapporti con l'allenatore-giocatore del Grimsby, Brian Laws, sono piuttosto difficili perché l'arrivo dell'italiano ha catalizzato le attenzioni dei tifosi, così l'anno successivo si trasferisce al Tranmere Rovers, e poi dopo una breve esperienza al Crystal Palace torna in Italia al Genoa. Dopo un'annata coi genovesi della Sestrese. Il 12 maggio 2000 si trasferisce in Scozia al Dundee.

### Allenatore
Il 12 maggio 2000 si trasferisce al Dundee in qualità di allenatore-giocatore portandosi con sé il fratello Dario nel ruolo di vice. La prima stagione risulta positiva in cui la squadra arriva al sesto posto nella Scottish Premier League con accesso alla Coppa Intertoto. Il secondo anno alla guida dei Dees inizia male infatti viene eliminata al primo turno della Coppa Intertoto per mano del FK Sartid e arriva al nono posto in campionato. Il 3 luglio 2002 viene esonerato dopo alcune divergenze con la società.

### Dirigente
Dal 2007 è direttore sportivo del Pescina; il 10 novembre 2009 fa nominare suo fratello Dario allenatore del club. Il 15 febbraio 2010 viene esonerato insieme al fratello Dario e tutto il suo staff. Il 7 settembre 2011 viene nominato direttore generale del Sulmona; nel marzo del 2012 viene sollevato dall'incarico. Da agosto 2020 è responsabile del Settore Giovanile del Rimini Football Club.

## Curiosità
Nel 2008 ha partecipato in un cameo alla pellicola Amore, bugie & calcetto di Luca Lucini, interpretando sé stesso assieme ad altri ex calciatori.

## Palmarès

### Giocatore

#### Competizioni nazionali
- Campionato italiano: 2

Juventus: 1985-1986
Sampdoria: 1990-1991
- Supercoppa italiana: 1

Sampdoria: 1991

#### Competizioni internazionali
- Coppa Intercontinentale: 1

Juventus: 1985